# کژوال (ترانه چپل رون)
«کژوال» (به انگلیسی: Casual) ترانه‌ای از خواننده-ترانه‌پرداز آمریکایی چپل رون می‌باشد که در ۲۸ اکتبر سال ۲۰۲۲ به‌صورت مستقل منتشر گردید. این ترانه بعدها به‌عنوان بخشی از نخستین آلبوم وی تحت عنوان از عرش تا فرش یک پرنسس غرب میانه مجدداً از سوی امیوزمنت رکوردز و آیلند رکوردز به‌عنوان چهارمین تک‌آهنگ از این آلبوم منتشر شد. رون این ترانه را با دن نیگرو و مورگان سنت جین نوشته، نیگرو با رایان لینویل تهیه‌کنندگی ترانه را نیز برعهده داشته‌است. «کژوال» یک بالاد تحت تأثیر کانتری می‌باشد که سبک‌های داون‌تمپو، دریم پاپ، پاپ راک و راک را در برمی‌گیرد.  